# Сладкоголосая птица юности (фильм, 1989)
«Сладкоголосая птица юности» (англ. Sweet Bird Of Youth) — американский телефильм 1989 года, драма режиссёра Николаса Роуга. Экранизация одноимённой пьесы Теннесси Уильямса, считающейся классикой американской драматургии.
Главные роли в этом фильме исполнили Элизабет Тейлор, Марк Хармон, Шерил Пэрис, Рип Торн, и Валери Перрин. Премьера фильма состоялась 1 октября 1989 года в США.

## Сюжет
Молодой человек по имени Чэнс Вэйн постоянно сопровождает стареющую и выпивающую кинозвезду Александру дель Лаго, которая, по мнению героя, сможет открыть ему двери в Голливуд. Однажды вместе с ней он прибывает в маленький городок своего детства. Именно здесь Чэнс когда-то оставил свою любимую девушку, чей властный и влиятельный отец до сих пор испытывает самые гневные чувства по отношению к главному герою.

## В ролях
- Элизабет Тейлор — Александра дель Лаго
- Марк Хэрмон — Чэнс Вэйн
- Валери Перрин — мисс Люси
- Шерил Пэрис — Хивенли Финли
- Рип Торн — босс Финли
- Рута Ли — Салли Поверс
- Кевин Гир — Том Джуниор
- Ронни Клэр Эдвардс — тётя Нонни